# Mitsubishi Concept-RA
El Mitsubishi Concept-RA es un prototipo de automóvil desarrollado por el fabricante japonés Mitsubishi. Se presentó el 14 de enero de 2008 en el Salón del Automóvil de Detroit.